# 奥川雅也
奥川 雅也（おくがわ まさや、1996年4月14日 - ）は、滋賀県甲賀市出身のプロサッカー選手。Jリーグ・京都サンガF.C.所属。ポジションはミッドフィールダー、フォワード。

## 来歴

### 京都サンガF.C.（第1次）
京都サンガF.C.のアカデミーの出身。2014年4月に2種登録選手としてトップチームに登録され、同年9月に2015年よりトップチームに昇格することが発表された。
2015年6月6日のJ2第17節、大分トリニータ戦（大分銀行ドーム）でリーグ戦初ゴール。

### ザルツブルクからレンタル時代
2015年6月、オーストリア・ブンデスリーガのレッドブル・ザルツブルクへ完全移籍することが発表された。

#### FCリーフェリング
6月24日、オーストリア・エアステリーガでザルツブルクのセカンドチームにあたるFCリーフェリングに期限付きで移籍することが発表された。8月28日、第7節のSCアウストリア・ルステナウ戦で移籍後初得点。

#### SVマッテルスブルク
2017年6月にオーストリア・ブンデスリーガのSVマッテルスブルクへ期限付き移籍する事が発表された。8月6日、第3節のSKシュトゥルム・グラーツ戦で移籍後初出場を果たした。11月5日、FKアウストリア・ウィーン戦で途中出場から今季初得点を決めた。

#### ホルシュタイン・キール
2018年8月31日、ドイツ2部のホルシュタイン・キールに期限付き移籍。2月23日、第23節のVfLボーフム戦で移籍後初得点を決めて勝利に貢献した。

### ザルツブルク復帰
2019年5月29日、レッドブル・ザルツブルクへの復帰が決まったと報じられた。7月26日、開幕戦となるSKラピード・ウィーン戦で途中出場からゴールを決め、続く第2節のSVマッテルスブルク戦でも南野拓実と共に開幕から2試合連続となるゴールを決めた。2020年11月3日、UEFAチャンピオンズリーグ第3節のバイエルン・ミュンヘン戦ではCL初ゴールを決めた。

### ビーレフェルト
2021年1月31日、アルミニア・ビーレフェルトに買い取りオプション付きのローン移籍で加入したことが発表された。3月14日、第25節のレバークーゼン戦で移籍後初ゴールを決めて勝利に貢献した。6月24日にはビーレフェルトへの完全移籍が決まり、2024年までの契約を締結した。2022年1月16日、第19節のSpVggグロイター・フュルト戦では4試合連続ゴールを決めた。最終年は30試合に出場して5ゴール10アシストをマークしたが、チームは16位に終わって3部降格となっていた。

### FCアウクスブルク
2023年7月5日、アウグスブルクは完全移籍での獲得を発表。アウクスブルクに加入するも、怪我に苦しめられ、2023-24シーズン前半戦のリーグ戦の出場は2試合のみだった。

### ハンブルガーSV
2024年1月14日、ハンブルガーSVへのレンタル移籍が発表された。ハンブルガーSVでプレーする史上4人目の日本人選手となった。

### 京都サンガF.C.復帰
2025年1月23日、京都サンガへ完全移籍加入することが発表された。

## 代表
2020年11月、森保一代表監督によってA代表に初めて招集を受ける。しかし、所属クラブで新型コロナウイルスのクラスターが発生したため、招集は辞退となった。

## プレースタイル
ドリブルおよび左右両足からの正確なプレースキックが特徴であり、ブラジル代表のネイマールに似たそのプレースタイルは「古都のネイマール」と称されている。

## 所属クラブ
ユース経歴
- 綾野サッカースポーツ少年団
- 2009年 - 2011年 京都サンガF.C.U-15
- 2012年 - 2014年 京都サンガF.C.U-18 (立命館宇治高等学校)
  - 2014年4月 - 同年12月 京都サンガF.C. (2種登録)

プロ経歴
- 2015年1月 - 同年6月  京都サンガF.C.
  - 2015年 Jリーグ・アンダー22選抜
- 2015年6月 - 2021年6月  レッドブル・ザルツブルク
  - 2015年6月 - 2017年6月  FCリーフェリング (期限付き移籍)
  - 2017年6月 - 2018年6月  SVマッテルスブルク (期限付き移籍)
  - 2018年8月 - 2019年5月  ホルシュタイン・キール（期限付き移籍）
  - 2021年1月 - 同年6月  アルミニア・ビーレフェルト (期限付き移籍)
- 2021年7月 - 2023年7月  アルミニア・ビーレフェルト
- 2023年7月 - 2024年12月  FCアウクスブルク
  - 2024年1月 - 同年6月  ハンブルガーSV (期限付き移籍)
- 2025年 -  京都サンガF.C.

## 個人成績
| 国内大会個人成績 | 国内大会個人成績 | 国内大会個人成績 | 国内大会個人成績 | 国内大会個人成績 | 国内大会個人成績 | 国内大会個人成績 | 国内大会個人成績 | 国内大会個人成績 | 国内大会個人成績 | 国内大会個人成績 | 国内大会個人成績 |
| 年度             | クラブ           | 背番号           | リーグ           | リーグ戦         | リーグ戦         | リーグ杯         | リーグ杯         | オープン杯       | オープン杯       | 期間通算         | 期間通算         |
| 年度             | クラブ           | 背番号           | リーグ           | 出場             | 得点             | 出場             | 得点             | 出場             | 得点             | 出場             | 得点             |
| 日本             | 日本             | 日本             | 日本             | リーグ戦         | リーグ戦         | リーグ杯         | リーグ杯         | 天皇杯           | 天皇杯           | 期間通算         | 期間通算         |
| ---------------- | ---------------- | ---------------- | ---------------- | ---------------- | ---------------- | ---------------- | ---------------- | ---------------- | ---------------- | ---------------- | ---------------- |
| 2015             | 京都             | 29               | J2               | 5                | 1                | -                | -                | -                | -                | 5                | 1                |
| オーストリア     | オーストリア     | オーストリア     | オーストリア     | リーグ戦         | リーグ戦         | リーグ杯         | リーグ杯         | オーストリア杯   | オーストリア杯   | 期間通算         | 期間通算         |
| 2015-16          | リーフェリング   | 9                | エアステ         | 30               | 3                | -                | -                | 0                | 0                | 30               | 3                |
| 2016-17          | リーフェリング   | 9                | エアステ         | 34               | 5                | -                | -                | 0                | 0                | 34               | 5                |
| 2017-18          | マッテルスブルク | 29               | ブンデス         | 27               | 5                | -                | -                | 3                | 3                | 30               | 8                |
| 2018-19          | ザルツブルク     | 37               | ブンデス         | 0                | 0                | -                | -                | 0                | 0                | 0                | 0                |
| ドイツ           | ドイツ           | ドイツ           | ドイツ           | リーグ戦         | リーグ戦         | リーグ杯         | リーグ杯         | DFBポカール      | DFBポカール      | 期間通算         | 期間通算         |
| 2018-19          | キール           | 11               | 2. ブンデス      | 19               | 5                | -                | -                | 2                | 0                | 21               | 5                |
| オーストリア     | オーストリア     | オーストリア     | オーストリア     | リーグ戦         | リーグ戦         | リーグ杯         | リーグ杯         | オーストリア杯   | オーストリア杯   | 期間通算         | 期間通算         |
| 2019-20          | ザルツブルク     | 37               | ブンデス         | 23               | 9                | -                | -                | 5                | 2                | 28               | 11               |
| 2020-21          | ザルツブルク     | 37               | ブンデス         | 7                | 0                | -                | -                | 2                | 1                | 9                | 1                |
| ドイツ           | ドイツ           | ドイツ           | ドイツ           | リーグ戦         | リーグ戦         | リーグ杯         | リーグ杯         | DFBポカール      | DFBポカール      | 期間通算         | 期間通算         |
| 2020-21          | ビーレフェルト   | 11               | ブンデス1部      | 13               | 1                | -                | -                | 0                | 0                | 13               | 1                |
| 2021-22          | ビーレフェルト   | 11               | ブンデス1部      | 33               | 8                | -                | -                | 2                | 1                | 35               | 9                |
| 2022-23          | ビーレフェルト   | 11               | 2. ブンデス      | 30               | 5                | -                | -                | 2                | 1                | 32               | 6                |
| 日本             | 日本             | 日本             | 日本             | リーグ戦         | リーグ戦         | リーグ杯         | リーグ杯         | 天皇杯           | 天皇杯           | 期間通算         | 期間通算         |
| 2025             | 京都             | 29               | J1               |                  |                  |                  |                  |                  |                  |                  |                  |
| 通算             | 日本             | 日本             | J2               | 5                | 1                | -                | -                | 0                | 0                | 5                | 1                |
| 通算             | オーストリア     | オーストリア     | ブンデス         | 57               | 14               | -                | -                | 10               | 6                | 67               | 20               |
| 通算             | オーストリア     | オーストリア     | エアステ         | 64               | 8                | -                | -                | 0                | 0                | 64               | 8                |
| 通算             | ドイツ           | ドイツ           | ブンデス         | 46               | 9                | -                | -                | 2                | 1                | 48               | 10               |
| 通算             | ドイツ           | ドイツ           | 2.ブンデス       | 49               | 10               | -                | -                | 4                | 1                | 53               | 11               |
| 総通算           | 総通算           | 総通算           | 総通算           | 221              | 42               | 0                | 0                | 15               | 8                | 237              | 50               |

- 2種登録選手としての出場は無し

| 国際大会個人成績 | 国際大会個人成績 | 国際大会個人成績 | 国際大会個人成績 | 国際大会個人成績 | 国際大会個人成績 | 国際大会個人成績 |
| 年度             | クラブ           | 背番号           | 出場             | 得点             | 出場             | 得点             |
| UEFA             | UEFA             | UEFA             | UEFA EL          | UEFA EL          | UEFA CL          | UEFA CL          |
| ---------------- | ---------------- | ---------------- | ---------------- | ---------------- | ---------------- | ---------------- |
| 2019-20          | ザルツブルク     | 37               | 1                | 0                | 4                | 0                |
| 2020-21          | ザルツブルク     | 37               | -                | -                | 3                | 1                |
| 通算             | UEFA             | UEFA             | 1                | 0                | 7                | 1                |

その他の国際公式戦
- 2020年
  - UEFAチャンピオンズリーグ予選 2試合1得点

| 2015   | J-22   | -      | J3     | 4 | 0 | 4 | 0 |
| 通算   | 日本   | 日本   | J3     | 4 | 0 | 4 | 0 |
| 総通算 | 総通算 | 総通算 | 総通算 | 4 | 0 | 4 | 0 |

- Jリーグ初出場 - 2015年3月29日 J3第3節 FC琉球戦 (沖縄県総合運動公園陸上競技場)
- Jリーグ初得点 - 2015年6月6日 J2第17節 大分トリニータ戦 (大分銀行ドーム)

## 代表歴
- U-17日本代表
  - UAE Junior Friendly Tournament (2013年)
- U-18日本代表
  - バレンティン・グラナトキン国際フットボールトーナメント (2014年)
- U-19日本代表
  - AFC U-19選手権2014 (2014年)
- U-18 Jリーグ選抜
  - NEXT GENERATION MATCH (2015年)

## タイトル

### クラブ
レッドブル・ザルツブルク
- オーストリア・ブンデスリーガ1部：1回（2020）
- オーストリア・カップ：1回（2020）